# Prosopografie
De prosopografie (ook wel collectieve biografie of historische sociografie) is een deelstudie binnen het vakgebied van de geschiedschrijving die gemeenschappelijke kenmerken beschrijft van een bepaalde maatschappelijke groep mensen, zoals beroep, inkomen, sociale afkomst, stand, woonplaats. In contrast met de biografie doelt zij dus op een collectiviteit van personen. De term werd voor het eerst echt uitgewerkt door Lawrence Stone. Het woord is afgeleid van de stijlfiguur prosopoeia uit de klassieke retorica, geïntroduceerd door Marcus Fabius Quintilianus, waarbij een afwezig of ingebeeld persoon wordt voorgesteld - het "gezicht gecreëerd" zoals de Griekse term suggereert - in woorden, alsof deze aanwezig was.
Een van de eerste prosopografische werken was de Prosopographia Imperii Romani, onder de redactie van P. von Rohden en Hermann Dessau, die in meerdere volumina werd uitgegeven in Berlijn vanaf 1897 en een systematisch overzicht bood van de verschillende leden van de heersende klasse ten tijde van het principaat in het Romeinse Rijk.
Enkele Nederlandse voorbeelden van prosopografische publicaties zijn:
- A.M. Elias en P.C.M. Schölvinck, Volksrepresentanten en wetgevers. De politieke elite in de Bataafs-Franse tijd 1796-1810 (Amsterdam 1991)
- P. Brood e.a. (red.), Homines Novi. De eerste volksvertegenwoordigers van 1795 (Amsterdam 1993)
- O. Schutte, Repertorium der Nederlandse vertegenwoordigers residerende in het buitenland 1584-1810 ('s-Gravenhage 1976)
- O. Schutte, Repertorium der buitenlandse vertegenwoordigers residerende in Nederland 1584-1810 ('s-Gravenhage 1982)
- H. van Felius en H.J. Metselaars, Noordhollandse statenleden 1840-1919 (Hollandse Historische Reeks 21)
- P. Hofland, Leden van de Raad. De Amsterdamse gemeenteraad 1814-1941 (Amsterdam 1998)
- O.Vries e.a., De Heeren van den Raede. Biografieën en groepsportretten van de raadsheren van het Hof van Friesland, 1499-1811 (Hilversum 1999)
- P.H.A.M. Abels, De broederen van Twenthe. Een studie van de eerste Twentse dominees (1597-1678) (Hengelo 1984)